# زينب العبيد يوسف
زينب العبيد يوسف (1952 – 19 مارس 2016) هي مهندسة طيران سودانيّة، كانت أوّل امرأة سودانيّة تحصل على ترخيص من هيئة الطيران المدني (المملكة المتحدة).
عملت في الخطوط الجوية السودانية منذ يوليو 1973 وحتى مايو 1992، لتعود بعدها وتستقرّ في المملكة المتّحدة. في فترة الستينات، كانت الثقافة السودانية معادية للنساء اللاتي يرغبن في الدراسة والعمل في المجالات المتعدّدة ومنها الهندسة. درست يوسف وعملت في مجال الإلكترونيّات، وإلكترونيّات الطيران، والملاحة، والرادار. عملت على أنواع متعدّدة من الطائرات مثل بوينغ 707 / بوينغ 737 / 347 / فوكر 50 وفوكر إف 27 في الخطوط الجويّة السودانيّة، وعلى طائرات سيسنا 402/ 404 / 208 وبيتشكرافت 1900 التابعة لمطار لندن ساوث إند.

## الطفولة
ولدت زينب في الخرطوم في 13 يونيو 1952. كانت البنت البكر للعبيد يوسف أحمد شضوان، وهو رجل أعمال معروف ومحترم في البلدة، وزوجته أسما العبيد أحمد شضوان. وكان كل من والديها قادم من بيئة ذات خلفيّة دينيّة.
ترعرت في قرية أم ضوّا بان  المشهورة بمدرسة المسيد، وهي مدرسة دينيّة كبيرة للبنين حيث يرسل الأهالي من جميع أنحاء السودان وجنوب الصحراء الافريقية أولادهم إليها لدراسة القرآن. أنهت يوسف دراستها الثانويّة ويعود الفضل في ذلك إلى تشجيع والدها، حيث كان من المعتاد للفتيات السودانيات بعمرها أن تتجهن للزواج وإبقاف تحصيلهم العلميّ. درست يوسف هندسة الالكترونيّات في جامعة الخرطوم من سنة 1970 وحتى 1973.

## الحياة المهنية
عملت كمهندسة طيران في ورشة الصيانة والإصلاح اللاسلكيّة. ومن سنة 1983 وحتى 1986 درست هندسة وإلكترونيّات الطيران في كليّة برونل التقنيّة في بريستل بالمملكة المتّحدة، حيث تلقّت رخصتها من هيئة الطيران المدني. في التسعينات، حصلت على درجة الماجستير في العلوم بتخصّص أنظمة التصنيع المتقدّمة من جامعة كينغستون.